# 아와즈역 (이시카와현)
아와즈역(일본어: 粟津駅)은 일본 이시카와현 고마쓰시에 있는 IR 이시카와 철도의 철도역이다.

## 역 구조
쌍섬식 2면 4선 구조의 지상역이다. 화물 열차가 이용하는 측선도 있다. 고마쓰역이 관리하는 업무 위탁역으로, 영업은 JR 서일본 가나자와 메인텍이 대신 하고 있다.
역사는 선로 동쪽에 있으며, 승강장과는 지하도로 이어져 있다.

### 승강장
| 1·2 | ■ IR 이시카와 철도선 | 후쿠이 · 쓰루가 방면   |
| 3·4 | ■ IR 이시카와 철도선 | 가나자와 · 도야마 방면 |

1번 승강장과 4번 승강장은 특급 열차의 대피가 이루어질 때 보통 열차가 이용하는 곳이다.

## 역세권 정보
- 고마쓰 단기 대학
- 아와즈 온천

## 역사
- 1907년 11월 16일: 관설철도 (뒷날의 일본국유철도) 이부리하시 역 ~ 고마쓰 역 사이에 신설 개업.
- 1987년 4월 1일: 민영화에 따라 서일본 여객철도의 소속이 되었다.
- 2017년 4월 15일: ICOCA 도입.[1]
- 2024년 3월 16일: 호쿠리쿠 신칸센 가나자와역 ~ 쓰루가역 연장 개통에 따라, IR 이시카와 철도로 이관됨.

## 인접역
| IR 이시카와 철도 ■ IR 이시카와 철도선 | IR 이시카와 철도 ■ IR 이시카와 철도선 | IR 이시카와 철도 ■ IR 이시카와 철도선 |
| ------------------------------------- | ------------------------------------- | ------------------------------------- |
| 이부리하시 다이쇼지 방면              | 보통                                  | 고마쓰 구리카라 방면                  |